# 上北鎮區 (阿肯色州夏普縣)
上北鎮區（英語：Upper North Township）是位於美國阿肯色州夏普縣的一個行政鎮區。

## 地方資料
上北鎮區的面積為62.54平方千米，當中陸地面積為62.54平方千米，而水域面積為0.00平方千米。根據2010年美國人口普查的數據，當地共有人口240人，而人口密度為每平方千米3.84人。